# Montepulciano d'Abruzzo
Pour les articles homonymes, voir Abruzzo.
Ne doit pas être confondu avec Vino Nobile di Montepulciano.

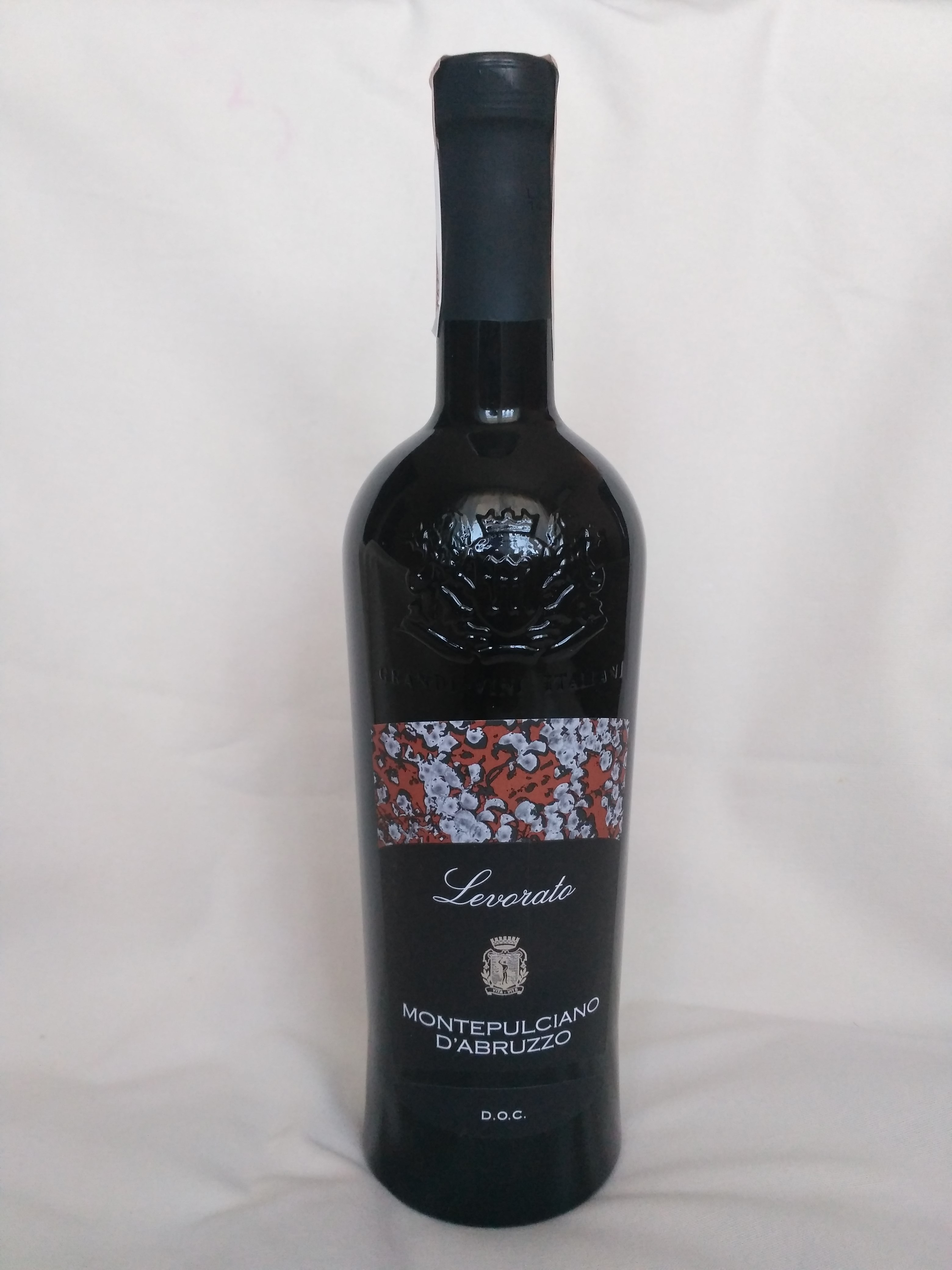
Une bouteille de Montepulciano d'Abruzzo

Le  Montepulciano d'Abruzzo est un vignoble italien de la région Abruzzes doté d'une appellation DOC depuis le 24 mai 1968. 
Seuls ont droit à la DOC les vins récoltés à l'intérieur de l'aire de production définie par le décret. Les vignobles autorisés se situent en provinces de Teramo, de Pescara, de Chieti et de L'Aquila.

## Aire de production
1) en province de Chieti:

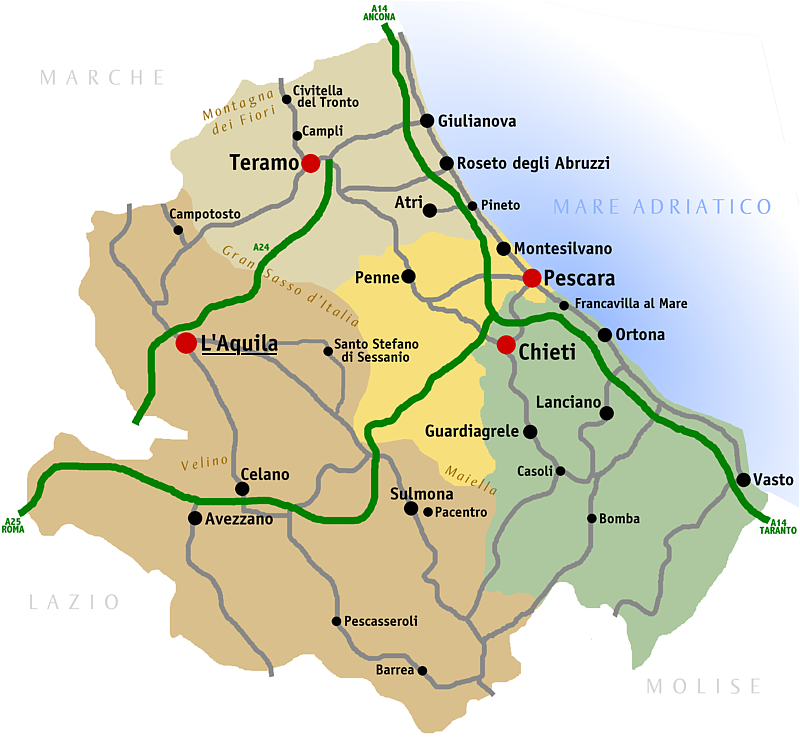
Les provinces des Abruzzes

Altino, Archi, Ari, Arielli, Atessa, Bomba, Bucchianico, Canosa Sannita, Casacanditella, Casalanguida, Casalincontrada, Carpineto Sinello, Casalbordino, Casoli, Castel Frentano, Celenza sul Trigno, Chieti, Crecchio, Cupello, Fara Filiorum Petri, Filetto, Fossacesia, Francavilla al Mare, Fresagrandinaria, Frisa, Furci, Gissi, Giuliano Teatino, Guardiagrele, Lanciano, Lentella, Miglianico, Monteodorisio, Mozzagrogna, Orsogna, Ortona, Paglieta, Palmoli, Perano, Poggiofiorito, Pollutri, Ripa Teatina, Roccamontepiano, Rocca San Giovanni, San Buono, Sant'Eusanio del Sangro, San Giovanni Teatino, Santa Maria Imbaro, San Martino sulla Marrucina, San Salvo, San Vito Chietino, Scerni, Tollo, Torino di Sangro, Torrevecchia Teatina, Treglio, Vasto, Villalfonsina, Villamagna, Vacri;
2) en province de L'Aquila:
Acciano, Anversa degli Abruzzi, Balsorano, Bugnara, Canistro, Capestrano, Castel di Ieri, Castelvecchio Subequo, Civita d'Antino, Civitella Roveto, Cocullo, Corfinio, Fagnano Alto, Fontecchio, Fossa, Gagliano Aterno, Goriano Sicoli, Introdacqua, Molina Aterno, Morino, Ofena, Pacentro, Poggio Picenze, Pratola Peligna, Pettorano sul Gizio, Prezza, Raiano, Roccacasale, San Demetrio ne' Vestini, Sant'Eusanio Forconese, San Vincenzo Valle Roveto, Secinaro, Sulmona, Tione degli Abruzzi, Villa Sant'Angelo, Villa Santa Lucia, Vittorito.
3) en province de Pescara:
Alanno, Bolognano, Brittoli, Bussi sul Tirino, Cappelle sul Tavo, Castiglione a Casauria, Catignano, Cepagatti, Città Sant'Angelo, Civitella Casanova, Civitaquana, Collecorvino, Corvara, Cugnoli, Elice, Farindola, Lettomanoppello, Loreto Aprutino, Manoppello, Montebello di Bertona, Montesilvano, Moscufo, Nocciano, Penne, Pianella, Pietranico, Picciano, Pescara, Pescosansonesco, Popoli, Rosciano, San Valentino in Abruzzo Citeriore, Scafa, Serramonacesca, Spoltore, Tocco da Casauria, Torre de' Passeri, Turrivalignani, Vicoli;
4) en province de Teramo:
Alba Adriatica, Ancarano, Atri, Basciano, Bellante, Bisenti, Campli, Canzano, Castel Castagna, Castellalto, Castiglione Messer Raimondo, Castilenti, Cellino Attanasio, Cermignano, Civitella del Tronto, Colledara, Colonnella, Controguerra, Corropoli, Giulianova, Martinsicuro, Montefino, Montorio al Vomano, Morro d'Oro, Mosciano Sant'Angelo, Nereto, Notaresco, Penna Sant'Andrea, Pineto, Roseto degli Abruzzi, Sant'Egidio alla Vibrata, Sant'Omero, Silvi, Teramo, Torano Nuovo, Tortoreto, Tossicia et le hameau Trignano de la commune Isola del Gran Sasso d'Italia.

## Les appellations
Les appellations de la zone de production sont:
- Montepulciano d'Abruzzo cerasuolo
- Montepulciano d'Abruzzo rosso
- Montepulciano d'Abruzzo rosso riserva
- Montepulciano d'Abruzzo Colline Teramane